# The Paramour Sessions
The Paramour Sessions är det femte major-label-albumet av rockbandet Papa Roach. Det släpptes den 12 september 2006. Medan bandet spelade in albumet hyrde de Paramour Mansion, vilket de fått albumets namn ifrån. Fyra singlar gavs ut från albumet: "…To Be Loved", "Forever", "Time Is Running Out" och "Reckless".

## Låtlista
1. "...To Be Loved" – 3:03
2. "Alive (N' Out Of Control)" – 3:22
3. "Crash" – 3:21
4. "The World Around You" – 4:35
5. "Forever" – 4:06
6. "I Devise My Own Demise" – 3:36
7. "Time Is Running Out" – 3:23
8. "What Do You Do?" – 4:22
9. "My Heart Is A Fist" – 4:58
10. "No More Secrets" – 3:15
11. "Reckless" – 3:34
12. "The Fire" – 3:32
13. "Roses On My Grave" – 3:13

Bonuslåtar:
- "Scars" (Live & Murderous in Chicago) – 3:38
- "SOS" – 2:42
- "Heridas" ("Scars" - Spansk version) – 3:28
- "The Addict" – 3:27

## Singlar
- "...To Be Loved"
- "Forever"
- "Time Is Running Out"
- "Reckless"